# 牧場物語 歡樂動物進行曲
《牧場物語 歡樂動物進行曲》（日語：牧場物語 わくわくアニマルマーチ）是Marvelous Entertainment於2008年10月30日發售的牧場物語系列遊戲。是系列中繼《安穩之樹》後第2款於Wii平台上發售的作品。總共有四名主角供選擇，兩名為前作安穩之樹的男女主角加上本作新增的男女主角。玩家要操作被精靈拜託的主角拯救女神之樹。

## 外部連結
- 官方网站